# 小川沙織
小川 沙織（おがわ さおり、1978年2月14日 - ）は、福岡県福岡市出身のタレント、モデル、女優。
オスカープロモーション（女性部）に所属していた。血液型はA型。夫はカメラマンの下川順司。
布ぞうりブランド「ri chouchou(リシュシュ)」のPRとしても多岐にわたって活躍中。リンネル特別編集「毎日のお片づけ手帖」に自宅掲載中。
2015年2月、福岡へ移住をきっかけに活動の拠点を福岡に移す。福岡でのモデル活動のマネージメント事務所はCoverGirlEntertainment。
衣食住にまつわるライフスタイルが雑誌で紹介される傍ら、幼稚園やママ達の集いの場で自身のお片づけ術を披露する講座も開催している。

## 来歴・人物
福岡県福岡市にて3姉妹の末っ子として生まれる。学生時代からモデル活動を始め、テレビドラマやCM、雑誌などで活躍する。
お笑い芸人のラジオを聴いたり、ライブに行くのが趣味で、ジャルジャルの大ファンである
2008年5月にカメラマンの下川順司と結婚式を挙げる。2児の母でもある。

## 出演

### テレビ
- 卵の館 一期生（フジテレビ、2000年）
この番組で共演した吉岡美穂[7]や大山姉妹[8][9]とは今でも仲良しである。
- ニュースモーニングサテライト（テレビ東京、2000年）
- OLヴィジュアル系　OL役（テレビ朝日、2000年）
- 桂芸能社オトセ!　　ゲスト審査員（TBS、2000年）
- 金曜エンタテイメント 神崎京子の巫女日記　奮闘編　　巫女役（フジテレビ系列、2002年）
- 温泉へGo!第21・22話　　廣瀬美咲役（TBS、2008年）

### CM
- 箱根彫刻の森美術館
- 藤商店「肉じゃがのタレ」
- NTT東日本フレッツ光「故郷の父」篇（2008年）
- 三菱自動車デリカ：D5「元気家族」篇（2008年）
- キヤノン IXY DIGITALテレビCM：「顔、顔、顔」篇（2008年）
- ロート製薬 ママはぐ「うがい薬」篇（2008年、2011年）
- 東邦ガス 『この火かげんがうちの味』（2009年）
- ロート製薬 ママはぐ「日焼け止め」篇（2010年、2011年）

### プロモーションビデオ
- 山本譲二「泣いたらいいさ」（作詞：城岡れい、作曲：弦哲也）（2008年）
- lecca「時の中で」（2008年）

## スチル
- ヤマハPAS（2007年）
- ホーユーセレニア
- PanasonicLEDカタログ 2014

## 雑誌
- 着物いろは
- Neem（徳間書店）
- リンネル特別編集「毎日のお片づけ手帖」
- aene
- CHANTO